# (14875) 1990 WZ1
A (14875) 1990 WZ1 a Naprendszer kisbolygóövében található aszteroida. Eric Walter Elst fedezte fel 1990. november 18-án.